# Spermacoce pygmaea
Spermacoce pygmaea är en måreväxtart som beskrevs av Charles Wright. Spermacoce pygmaea ingår i släktet Spermacoce och familjen måreväxter.
Artens utbredningsområde är Kuba. Inga underarter finns listade i Catalogue of Life.